# Jakten (1959)
Jakten är en norsk dramafilm från 1959 i regi av Erik Løchen, med Tor Stokke, Rolf Søder och Bente Børsum i rollerna. Den handlar om ett triangeldrama mellan en kvinna och två män som är ute i de norska fjällen för att jaga fågel. Med inspiration från Bertolt Brechts idé om verfremdungseffekt har filmen en aktiv berättarröst som samtalar med rollfigurerna under filmens gång. Andra viktiga inspirationskällor var jazzmusikens improvisationer och det franska 1930-talets poetiska realism.
Filmen fick ett positivt kritikermottagande i Norge när den släpptes. Den tävlade vid filmfestivalen i Cannes 1960 och blev där tilldelad ett pris för sitt ljudarbete. Den var länge otillgänglig på hemvideo och fick status som ett förbisett banbrytande verk. I januari 2010 gavs den ut på DVD av Norsk Filminstitutt i nyrestaurerat skick. År 2011 utsågs Jakten till tidernas bästa norska film i en omröstning bland kritiker och filmvetare, ordnad av den norska filmtidningen Rushprint.

## Medverkande
- Tor Stokke som Knut
- Rolf Søder som Bjørn
- Bente Børsum som Guri
- Olafr Havrevold som berättare